# CSDF
Hãng phim Tài liệu Trung ương (tiếng Nga: Центральная студия документальных фильмов, viết tắt: ЦСДФ/CSDF) là một hãng phim lớn của Liên Xô (trước đây) và Nga (hiện nay).